# Verde indocianina
L'indocianina verde è un composto chimico di formula {\displaystyle {\ce {C43H47N2NaO6S2}}} che in condizioni standard si presenta come un solido di colore verde scuro, verde-blu, marrone, oliva, blu scuro o nero, inodore. Le soluzioni hanno invece un colore verde smeraldo intenso.

## Storia
L'indocianina verde è stata sviluppata dalla Kodak durante la Seconda Guerra Mondiale per scopi di imaging a colori. Le sue applicazioni mediche sono state approvate dalla Food and Drug Administration (FDA) nel 1959. Nel 1960, Fox ha riportato le caratteristiche dell'ICG e i risultati del suo utilizzo alla Mayo Clinic.
Ancora oggi, l'ICG viene utilizzata per determinare la funzione epatica. Nel 1963, Walker ha applicato l'ICG per determinare il flusso sanguigno renale, grazie alle sue caratteristiche fluorescenti. Nel 1965, Huffman ne ha studò l'applicabilità nella rilevazione dei soffi cardiaci.
Successivamente, l'ICG è stata impiegata per valutare la perfusione fisiologica cerebrale. Con l'avanzamento delle tecniche di imaging a fluorescenza, sono state implementate diverse applicazioni di perfusione e angiografia.

## Caratteristiche strutturali e fisiche
Si tratta di un colorante cianinico, un benzoindolo e un alcansulfonato 1,1-diunsostituito a catena chiusa che risulta:
- solubile in acqua,
- parzialmente solubile in metanolo,
- praticamente insolubile in altri solventi organici.

| N. di atomi pesanti                  | 54             |
| N. di accettori di legami a idrogeno | 7              |
| N. di legami ruotabili               | 12             |
| N. di legami stereogenici            | 4              |
| Massa monoisotopica                  | 774,27732385 u |
| Superficie polare                    | 137 Å²         |

## Sintesi
L'indocianina verde può essere preparata facendo reagire il sale interno di idrossido di 1,1,2-trimetil-3-(4-sulfobutil)-1H-benz(e)indolio con una bis(base di Schiff) derivata dall'aldeide glutaconica. L'anidride acetica viene utilizzata per favorire la condensazione, e il colorante acido viene infine neutralizzato con idrossido di sodio.

## Reattività e caratteristiche chimiche
Si decompone gradualmente a temperature superiori ai 200 °C. È un colorante fluorescente con lunghezze d'onda di eccitazione e emissione situate nella gamma vicino all'infrarosso (NIR), che offre la massima profondità di penetrazione nei tessuti. Una soluzione 1:200 del composto presenta un pH pari a 6.

### Metodi di determinazione
1. Si sciolgono circa 100 mg di sostanza anidra, accuratamente pesati, in metanolo e si diluisce gradatamente con lo stesso fino ad ottenere una soluzione con concentrazione di circa 2 mg/ml. Si prepara una soluzione standard avente la medesima concentrazione. Si calcola l'assorbanza di entrambe le soluzioni al massimo di assorbimento di 785 nm.[17]
2. Lo spettro IR mostra un massimo di assorbimento a 800 nm circa; la sostanza assorbe poco, o per nulla, nel visibile.
3. Incenerendo una porzione di sostanza si ottiene un residuo che dà le reazioni caratteristiche del sodio e dei solfati.
4. Ad una soluzione della sostanza 1:20.000 si aggiungono 10 gocce di sodio idrossido 1 N. Si scalda a 60 °C, si aggiungono 10 gocce di acqua ossigenata e si miscela. Si osserva quindi lo sviluppo di una colorazione rossa entro 4 minuti, che col tempo vira all'arancione pallido.

### Saggi di purezza
- Perdita all'essiccamento: 6%.
- Arsenico: 8 ppm.
- Piombo: 0,001%.
- Sodio ioduro: 5%.

### Spettri analitici
- UV
- IR[14]
- FTIR[18]
- ATR-IR[19]

## Farmacologia e tossicologia

### Farmacocinetica
Dopo l'iniezione endovenosa, l'indocianina verde si lega rapidamente alle proteine plasmatiche, di cui l'albumina è il principale trasportatore (95%). Questo colorante ha un'emivita di 150-180 secondi e viene eliminato esclusivamente dal fegato, passando dalla circolazione al succo biliare. Il composto non subisce una circolazione extraepatica o enteroepatica significativa. Le stime simultanee del sangue arterioso e venoso hanno mostrato una captazione trascurabile del colorante da parte dei reni, tessuti periferici, polmoni o cerebro-spinali.
Dopo un'ostruzione biliare, il colorante appare nella linfa epatica, indipendentemente dalla bile, suggerendo che la mucosa biliare sia sufficientemente intatta da impedire la diffusione del colorante, pur consentendo la diffusione della bilirubina. La velocità di scomparsa frazionaria plasmatica alla dose raccomandata di 0,5 mg/kg è stata riportata come significativamente maggiore nelle donne rispetto agli uomini, sebbene non vi fosse una differenza significativa nel valore calcolato per la clearance.
La clearance intrinseca della molecola legata e non legata e il rapporto di estrazione epatica sono dell'ordine del 50-80%. La molecola impartisce una colorazione verde alle feci.

### Farmacodinamica
L'assorbimento dell'indocianina verde avviene negli epatociti. Diversi trasportatori veicolano l'ICG nel citoplasma. Tra i principali trasportatori responsabili del metabolismo dell'ICG negli epatociti vi sono il polipeptide trasportatore di anioni organici 1B3 (OATP1B3) e il polipeptide co-trasportatore di Na+-taurocolato (NTCP). La trasfezione di diverse linee cellulari tumorali con OATP1B3 o NTCP ha ulteriormente confermato questi risultati. Sebbene l'ICG venga trasportata attraverso trasportatori simili a quelli della bilirubina, i dati indicano che i trasportatori intestinali della bilirubina non sono responsabili del trasporto dell'ICG.

### Controindicazioni ed effetti collaterali
Contiene una piccola quantità di ioduro di sodio e dovrebbe essere usato con cautela nei pazienti allergici agli ioduri. Quando iniettato nelle vene e nelle arterie dei pazienti durante i test medici presenta una bassa incidenza di effetti collaterali. Può causare un'elevazione transitoria della bilirubina sierica non coniugata, probabilmente a causa della competizione tra il colorante e la bilirubina per l'escrezione biliare.
Gli studi sulla captazione dello iodio radioattivo non dovrebbero essere eseguiti per almeno una settimana dopo l'uso dell'indocianina verde. Le reazioni anafilattiche o orticarioidi sono state segnalate in pazienti con o senza una storia di allergia agli ioduri. Se si verificano tali reazioni, è necessario somministrare il trattamento appropriato (es. epinefrina, antistaminici e corticosteroidi). È controindicato l'uso in gravidanza.

### Tossicologia
Il composto risulta irritante.

### Interazioni
Le preparazioni di eparina contenenti bisolfito di sodio riducono il picco di assorbimento del composto nel sangue e, pertanto, non dovrebbero essere utilizzate come anticoagulante o per la raccolta di campioni per l'analisi. Da studi sui cani è emerso che il probenecid può alterare la captazione epatica del colorante.
L'aumento della funzione escretoria epatica è stato osservato dopo il pretrattamento con alcuni farmaci. Ad esempio, è stato dimostrato che il fenobarbital aumenta la scomparsa plasmatica e l'escrezione biliare del composto. La soppressione della secrezione biliare dell'indocianina verde dopo il pretrattamento con SKF 525-A è stata dimostrata essere dovuta a un effetto temporaneo, piuttosto che a un effetto sul reticolo endoplasmatico epatico.
L'indocianina verde riduce il tasso iniziale di captazione dell'ouabaina nelle cellule epatiche di ratto di oltre il 50%. I dati indicano che il composto potrebbe entrare nelle cellule epatiche attraverso un processo simile al trasporto attivo mediato da trasportatori. Nei ratti maschi sottoposti a iniezione endovenosa con 1,0 mg/kg di mercurio, l'indocianina verde ha inibito l'escrezione biliare del metilmercurio.

## Applicazioni

### Medicina
L'indocianina verde è ampiamente utilizzata nella diagnostica per determinare la gittata cardiaca, la funzione epatica e il flusso sanguigno del fegato, oltre che nell'angiografia oftalmica. Viene inoltre impiegato nella determinazione del volume plasmatico e dei parametri emodinamici di vari organi tra cui il rene, gli occhi e i polmoni.
A causa della sua scarsa captazione, il composto non è adatto per l'angiografia o per l'analisi funzionale di reni, polmoni, tessuti cerebro-spinali o periferici. Consente la registrazione delle curve di diluizione dell'indicatore sia per scopi diagnostici che per ricerca, indipendentemente dalle fluttuazioni della saturazione di ossigeno. A causa del suo spettro di assorbimento, le variazioni di concentrazione dell'indocianina verde nel sangue possono essere monitorate tramite densitometria auricolare o mediante la raccolta di campioni di sangue a intervalli di tempo prestabiliti.
L'ICG è anche un fotosensibilizzante, ovvero un composto in grado di trasferire energia ottica alle specie reattive dell'ossigeno (ROS), che possono essere utilizzate per eliminare i tumori. L'ICG è stata incapsulata in nanoparticelle, come liposomi e lactosomi, per migliorarne la stabilità e l'efficacia terapeutica. Gli studi hanno verificato l'efficacia della terapia fotodinamica basata su liposomi e lactosomi in linee cellulari di tumore della colecisti e in modelli murini in vivo.

#### Studio della funzionalità epatica
Nello studio della funzionalità epatica si inietta l'agente diagnostico in una vena del braccio. Dopo 20 minuti si prelevano 6 ml di sangue dal braccio opposto, si fanno coagulare e si centrifugano. Il siero trasparente viene letto in uno spettrofotometro alla lunghezza d'onda di 800-810 nm. Nei soggetti sani si deve avere un valore di ritenzione del colorante inferiore al 4%. Ogni cambiamento nella rimozione del colorante, indicato da valori superiori al 4%, è indice di insufficienza epatica. La rimozione del colorante ad opera del fegato non è così completa come si era creduto, sicché molti calcoli su di essa basati vanno riveduti.

### Altri impieghi
Il composto viene inoltre utilizzato:
- nella fotografia a infrarossi,
- nella produzione di filtri Wratten